# カンガルールート
カンガルールートとは、ヨーロッパとオーストラリアやニュージーランドを東半球経由で結ぶ航空路線の名称である。現在の飛行機の性能上の問題から、一般的にジェット燃料補給または乗り換えを必要とする。

## 概要
旅客機の乗り継ぎ場所としては、主に東南アジアの空港が使われることが多いが、東アジア・中東・南アフリカ経由での旅行も可能である。北アメリカ・南アメリカ経由の場合は、「サザンクロス（南十字星）ルート」という。
カンガルーの名称が使われる理由としては、
1. オーストラリアを代表する動物である点
2. カンガルーのように次々と飛び跳ねるように飛行する点、が挙げられる。

この両地域はほぼ地球の真裏（ロンドン～シドニー間は約1万7000km）に位置し非常に遠いが、オーストラリアやニュージーランドには欧州系（特にイギリス系）の移民が多いことから、親族訪問などの定期的に発生する流動がある。この区間の航空需要は非常に多く、また超長距離線となり高い運賃設定が可能であるため、ドル箱路線として長らく激しい競争が繰り広げられてきた。現在では乗り継ぎ空港としての使い勝手のよさなどからシンガポール・チャンギ国際空港を使うのが最も一般的である（同空港をハブ空港とするシンガポール航空の他、ブリティッシュ・エアウェイズ、カンタス航空、エミレーツ航空もこの空港を経由する航路を提供している）。他、香港国際空港を利用する航空会社もある（ヴァージン・アトランティック航空やニュージーランド航空）。また中東湾岸地域の大手3社もこの路線には本腰を入れているが、カンタス航空がエミレーツ航空と提携したことにより、特にドバイ国際空港のプレゼンスが高くなっている。他、カタール航空によるハマド国際空港経由便も存在する。
2016年、豪州のカンタス航空がパース - ロンドン（LHR）線を2018年3月からボーイング787で運行することを発表。初めての定期便によるイギリス～オーストラリアの直行便が運航される。
タイのスワンナプーム国際空港やマレーシアのクアラルンプール国際空港を経由するルートもある。